# عنتر بن شداد (فلم)
عنتر بن شداد هو فيلم مصري تاريخي عرض في 4 ديسمبر 1961، من إخراج نيازي مصطفى وبطولة فريد شوقي وكوكا، ويحكي عن الفارس والشاعر الجاهلي عنترة بن شداد العبد الأسود الذي يرعى أغنام والده والذي لا يعترف به. وهو يحب ابنة عمه عبلة، فيضيع في الصحراء عند ذهابه للحصول على النوق كمهر لعبلة، ثم يصبح من رجال الملك النعمان. وفي النهاية يصبح بطل بني عبس عند إنقاذه لعبلة.

## قصة الفيلم
شداد أمير بني عبس أنجب من جاريته زبيدة ابن أسماه عنترة. ثم تبرأ منه وضمه إلى جملة العبيد ولم يعلم شداد ولا أحد أن هذا العبد سيصبح ببطولته وفروسيته حامي حمى قومه وسيدًا مكرمًا بين عشيرته، يحب عبلة ابنة عمه، ويقوم بإنقاذ القبيلة وبناتها في غياب الرجال، يلقى عنترة المزيد من العرفان من الجميع لكن أباه يظل على موقفه في عدم الاعتراف به. هذا الأمر يؤرق عنترة فهو يود أن يصبح حرًا من أجل الزواج من عبلة. تؤكد له أمه الحبشية أنه ابن شداد، تقوم زوجة شداد بمحاولة إغواء عنترة، فلما يصدها عنترة، توغل صدر شداد عليه. ويسعى أبو عبلة إلى أن يزوجها من أمير من قبيلة أخرى، حتى يرد عنه العار، يقوم الأمير بإرسال رجال لمجابهة عنترة فينتصر عليهم، يقرر والد عبلة أن يزوج ابنته لعنترة مقابل مهر كبير من أجل إبعاده عن القبيلة، وكي يزوجها من رجل آخر، يسافر عنترة إلى بلاد بعيدة، ويدافع عن الملك النعمان، ويعود بعد سنوات ليجد عبلة تكاد تتزوج من غريمه القديم، فيبارزه، وينتصر عليه ويتزوج من عبلة.

## طاقم التمثيل
- فريد شوقي. في دور "عنترة بن شداد"
- كوكا.. في دور عبلة

صورة لشخصية عنتر بن شداد والتي قام بأداها فريد شوقي في الفيلم

- عبد العليم خطاب في دور شداد والد عنترة
- عايدة هلال.. في دور سمية زوجة شداد
- نور الدمرداش في دور عمارة الزيادي
- فردوس محمد في دور زبيبة
- فاخر فاخر في دور مالك
- وداد حمدي في دور خادمة عبلة
- عبد الخالق صالح : قائد قبيلة عبس
- سعيد أبو بكر في دور شيبوب
- أحمد خميس
- حسن حامد في دور مفرج بن همام
- شريف حمدي
- ليلى فهمي في دور خادمة سمية
- محمود فرج في دور الجحجاح الشباح
- محمد أباظة
- بدر نوفل
- حسنة سليمان
- سحر عطية
- أنور ماضي
- محمد الهواري
- كامل الشباسي
- رفيعة الشال
- أحمد مرسي

## فريق العمل
- إخراج: نيازي مصطفى
- قصة: محمد فريد أبو حديد
- سيناريو: نيازي مصطفى، عبد العزيز سلام
- حوار وأغاني: بيرم التونسي
- إنتاج: أفلام مصر الجديدة
- مهندس الصوت: أندريا زندليدس
- مدير التصوير: وديد سري
- مونتاج: جلال مصطفى، عبد العزيز فخري
- موسيقى وألحان: علي إسماعيل
- توزيع: أفلام مصر الجديدة
- الاستديو: في ستوديو مصر
- طبع الفيلم: في معامل دينهام - إنجلترا - إيستمان كلور

## وصلات خارجية
- مقالات تستعمل روابط فنية بلا صلة مع ويكي بيانات